# Vigilància global
La vigilància global es refereix a la vigilància massiva de poblacions senceres a través de fronteres internacionals. Les seves arrels es remunten a mitjans del segle xx, quan es va promulgar l'Acord UKUSA en entre el Regne Unit i els Estats Units, i que més tard es va estendre al Canadà, Austràlia i Nova Zelanda, per a crear l'aliança Five Eyes. Amb el temps, això va donar lloc a la creació, el 1971, d'una xarxa de vigilància global anomenada "ECHELON".
La seva existència, però, no va ser àmpliament reconeguda pels governs i els mitjans de comunicació fins que les revelacions sobre la vigilància global fetes per Edward Snowden van provocar un debat sobre el dret a la privacitat en l'era de la informació.